# Эрдри (Шотландия)
Эрдри — город в Северном Ланаркшире в Шотландии . Он расположен на плато на высоте около 130 м над уровнем моря, примерно в 19 км к востоку от Глазго. Вместе с Котбриджем Эрдри образует территорию, ранее известную как Монклендс (монашьи земли) В 2011 году население Эрдри насчитывало 37 132 жителя.

## Этимология
Согласно преданию, старое название Ардерит (Arderyth) произошло от гэльского àrd ruith, что означает пастбище или склон до определённой высоты.

## История
Впервые Эрдри упоминается в связи с событиями 577 года, когда произошла битва при Ардерите между Риддеричем Изобильным, королём Стратклайда, и Аэддамом Вероломным, королём полуострова Кинтайр. По легенде, Бард Мерлин принял участие в битве на стороне Аэддама.
История Эрдри не подтверждена достоверными источниками до 1162 года.
Между 1162 и 1850 годами монахи аббатства Ньюбатл превратили Эрдри из обычной остановки для путников в большой посёлок.

## Известные жители города
- Билл Адам (* 1946), канадский автогонщик
- Джо Аллен (1955 г.р.), художник
- Барри Баннан (1989 г.р.), футболист
- Ян Баннен (1928—1999), шотландский актёр театра и кино
- Памела Нэш (* 1984), бывший член Палаты общин
- Аманда Хендрик, модель, родилась и выросла в Эрдри.